# Всевеликое войско Донское
Всевели́кое во́йско Донско́е (в 1918—1919 годах — Донска́я респу́блика) — государство на Юге России, провозглашённое белыми во время Гражданской войны на Дону в результате установления казачьими отрядами контроля над Новочеркасском 10 мая 1918 года (Область Войска Донского). Пало под ударами Красной армии в начале марта 1920 года.

## История
Донская Республика была официально провозглашена Кругом спасения Дона 18 мая 1918 года на территории казачьей Области Войска Донского после свержения большевистского правительства Донской Советской Республики. Войско было утверждено постановлением Большого Донского Круга 15 сентября того же года. Атаман П. Н. Краснов предложил это название для Донской республики, руководствуясь титулом, принятым в царских посланиях на Дон в XVII в.: «к Атаманам и Казакам и ко всему Великому Войску Донскому».

### Попытка восстановления в период немецкой оккупации
В отличие от иных проектов формирования национальных частей из бывших граждан СССР, Гитлер и его ближайшее окружение с самого начала весьма благосклонно смотрели на идею формирования казачьих частей, так как придерживались теории о том, что казаки являлись потомками готов, а следовательно, принадлежали не к славянской, а к арийской расе. К тому же в начале политической карьеры Гитлера его поддерживали некоторые казачьи лидеры. По другим данным, благосклонное отношение к казакам проявлял не Гитлер и нацистское руководство в целом, а местное военное командование во главе с Эвальдом фон Клейстом. В районе своей ответственности Клейст запретил выполнение директивы Гитлера о вывозе населения на работу в Германию, несмотря на противодействие нацистов. В результате политики Клейста в Донской области и на Кубани около 800 тыс. казаков и горцев Северного Кавказа вступили в ряды местной полиции.
После взятия Воронежа (8 июля 1942 года), германские войска вступили на бывшую территорию Войска Донского, что привело к оживлению антисоветских настроений в станицах верхнего Дона. Историк И. Г. Ермолов указывает, что донские казаки, уцелевшие после расказачивания и коллективизации, в основной своей массе приветствовали немецкие войска как «освободителей от большевистского ига». Эту тему активно поддерживала и оккупационная пропаганда.
В октябре 1942 года в оккупированном германскими войсками Новочеркасске с разрешения немецких властей прошёл казачий сход, на котором был избран штаб Войска Донского. Начинается организация казачьих формирований в составе вермахта, как на оккупированных территориях, так и в эмигрантской среде, которые получат название «Казачий стан». Создание казачьих частей возглавил бывший полковник царской армии С. В. Павлов, в советское время работавший инженером на одном из заводов Новочеркасска. Инициатива Павлова была поддержана П. Н. Красновым.
15 ноября 1942 года Павлов передал германскому командованию Декларацию Войска Донского, которую надеялся довести до высших властей Третьего Рейха:

Всевеликое Войско Донское в 1918 г. восстановило свой исторический суверенитет, нарушенный царём Петром Первым в 1709 г., выразило свою государственность в Донской Конституции и три года защищало свою исконную территорию от нашествия советской армии (1918—1920 гг.).
Германия признала де-факто существование Донской Республики, имевшей территорию, избранный всем народом Законодательный Орган — Войсковой Круг, Войсковое Правительство, армию и финансы.
Германская армия, во взаимодействии с Донской Армией, сражалась с большевиками на границах Дона, тем самым утверждая его суверенитет.
Ныне Войско Донское объявляет о восстановлении своей самостоятельности и воссоздает свою государственность, руководствуясь Основными Законами Всевеликого Войска Донского.
Донское Войско просит Германское Правительство признать суверенитет Дона и вступить в союзные отношения с Донской Республикой для борьбы с большевиками.
<…>
Первыми и неотложными мероприятиями Германского Правительства, способствующими установлению союзных отношений, должны быть:
1. Немедленно освободить из всех лагерей военнопленных казаков всех Войск и направить их в Штаб Походного Атамана.
2. Отпустить в распоряжение Походного Атамана всех казаков, находящихся в Германской Армии.
3. Не производить на территории Казачьих Земель принудительный набор молодежи для отправки в Германию.
4. Отозвать хозяйственных комиссаров с территории Казачьих Земель и производить снабжение Германской Армии за счет продовольственных ресурсов казачества только на договорных началах.
5. Отозвать комендантов из Управления донскими конными табунами, являющимися неприкосновенной собственностью Войска Донского.
Донской Походный Атаман ставит Германское Правительство в известность:
1. Воссоздаваемая Казачья Армия имеет свою историческую форму, прежние знаки военного различия.
2. Донское Войско имeeт свой национальный флаг: синяя, жёлтая и красная продольные полосы.
3. Донской герб — олень, пронзённый стрелой.
До времени созыва Войскового Круга и создания Войскового Правительства, возглавителем Донского Войска является Походный Атаман. При сем прилагается карта территории Дона, изданная Донским Правительством в 1918 г., и копия Основных Законов Всевеликого Войска Донского, принятых Большим Войсковым Кругом Всевеликого Войска Донского 15 сентября 1918 г.
В ноябре уже следующего года пришла Декларация Германского Имперского Правительства с подписью Кейтеля и Розенберга, в которой говорилось о возвращении «1. Всех прав и преимуществ служебных… 2. Вашей самостоятельности… 3. Неприкосновенности ваших земель…» и следующее: «4. Если бы военные обстоятельства временно не допустили бы вас на Землю предков ваших, то мы устроим вашу казачью жизнь на востоке Европы под защитой фюрера, снабдив вас землёй и всем необходимым для вашей самобытности. Мы убеждены, что вы верно и послушно вольетесь в общую дружную работу с Германией и другими народами для устроения новой Европы …».
Однако изложенные в декларациях намерения так и остались декларациями, поскольку, во-первых, в ноябре 1943 года Донские земли уже контролировались РККА, а во-вторых, создание суверенных государств противоречило планам Гитлера по захвату и колонизации СССР, а следовательно, лишало смысла нападение на СССР. Германское командование всё же шло на уступки: вместо изначально используемых старост выбирались согласованные с казаками атаманы, населённые пункты соглашались переименовать в станицы. Мог быть выполнен пункт 4: до середины 1943 г. Казачье Управление освободило до 7000 казаков, бывших на положении «ост», дав им новый юридический статус иностранцев и занявшись «установлением связей и восстановлением семей в среде беженцев, установлением связей между казачьими частями на Восточном фронте». При этом немцы надеялись использовать казаков как военную и трудовую силу для нужд Рейха.

## География
В 1918 году в Новочеркасске была издана книга «Очерки географии Области Всевеликого Войска Донского».
Административно-территориальное деление
Всевеликое Войско Донское подразделялось на 10 округов, в основном на территории современных Ростовской и Волгоградской областей Российской Федерации, а также Луганской и Донецкой областей Украины.
- Первый Донской
- Второй Донской
- Верхне-Донской
- Донецкий
- 2-й Донецкий
- Калмыцкий
- Ростовский
- Сальский
- Таганрогский
- Усть-Медведицкий
- Хопёрский
- Черкасский

## Вооружённые силы
Донская армия была создана весной 1918 года, реорганизована в августе 1919 года.

## Государственная символика
- Государственная печать: с 4.05.1918 года — «Нагой казак в папахе, при шашке, ружьё и амуниции, сидящий верхом на бочке»[9]; с 15.09.1918 года — «Елень (олень) пронзён стрелой»[10].
- Государственный флаг: состоит из трёх продольных полос равной ширины — синей, жёлтой, алой. Цвета символизируют цвета коренных граждан Донской области. Синий цвет символизирует казаков, жёлтый — калмыков, алый — русских[9][11].
- Гимн: «Всколыхнулся, взволновался православный Тихий Дон»[9][10].
- Конституция: 15-20.09.1918 Основные законы Всевеликого Войска Донского.

- Печать и герб
- Печать Войска Донского (1704 год) — восстановлена в качестве печати Всевеликого Войска Донского с 4.05.1918
- Печать Войска Донского (XVII век) — основа государственной печати Всевеликого Войска Донского с 15.09.1918
- Герб Всевеликого Войска Донского (изображён в постановлении Войскового Круга от 30.05.1919)[12]

## Основные законы
Первоначально законы Всевеликого Войска Донского были рассмотрены Кругом Спасения Дона на утреннем заседании 4 мая 1918 года, и представляли собой почти полную копию основных законов Российской империи. В последующем, в ходе заседания Большого Войскового Круга, заседавшего в течение 35 дней, были подробнее рассмотрены вопросы государственности Дона, и 15 сентября 1918 года Круг принял новую редакцию основных законов ВВД.